# Глотовы (деревня)
Глотовы — деревня в Арбажском районе Кировской области. 

## География
Находится на расстоянии примерно 14 километров по прямой на север-северо-запад от районного центра поселка Арбаж.

## История
Деревня основана в 1766 году. В 1802 году здесь (тогда починок Над Шуванской верхотиной) проживало 24 души мужского пола. В 1873 году учтено было дворов 25 и жителей 254, в 1905 64 и 426, в 1926 62 и 294, в 1950 43 и 126, в 1989 оставалось 56 жителей. Нынешнее название утвердилось с 1939 года. До января 2021 года входила в состав Шембетского сельского поселения до его упразднения.

## Население
Постоянное население составляло 21 человек (русские 100%) в 2002 году, 6 в 2010.